# Brookville (Kansas)
Brookville es una ciudad ubicada en el condado de Saline en el estado estadounidense de Kansas. En el año 2010 tenía una población de 262 habitantes y una densidad poblacional de 174,67 personas por km².

## Geografía
Brookville se encuentra ubicada en las coordenadas 38°46′24″N 97°52′5″O / 38.77333, -97.86806 (38.773464, -97.868015).

## Demografía
Según la Oficina del Censo en 2000 los ingresos medios por hogar en la localidad eran de $32 250 y los ingresos medios por familia eran $45 417. Los hombres tenían unos ingresos medios de $30 625 frente a los $24 000 para las mujeres. La renta per cápita para la localidad era de $18 945. Alrededor del 19,4% de la población estaba por debajo del umbral de pobreza.